# Mácháč (písník)
Písník Mácháč je vodní plocha o rozloze cca 8 ha vzniklá po těžbě štěrkopísku ukončené v 90. letech 20. století. Písník se nalézá na katastru obce Čeperka v okrese Pardubice asi 3 km jižně od centra obce. Písník je v soukromém vlastnictví majitelky restaurace a je využíván jako soukromý rybářský revír. Chytá se zde pouze metodou chyť a pusť, lovnou rybou jsou zde trofejní kapři a jeseteři. V bezprostředním okolí písníku se nalézají další písníky - Malá Čeperka, Jezero u Stéblové, Oplatil II.

## Galerie

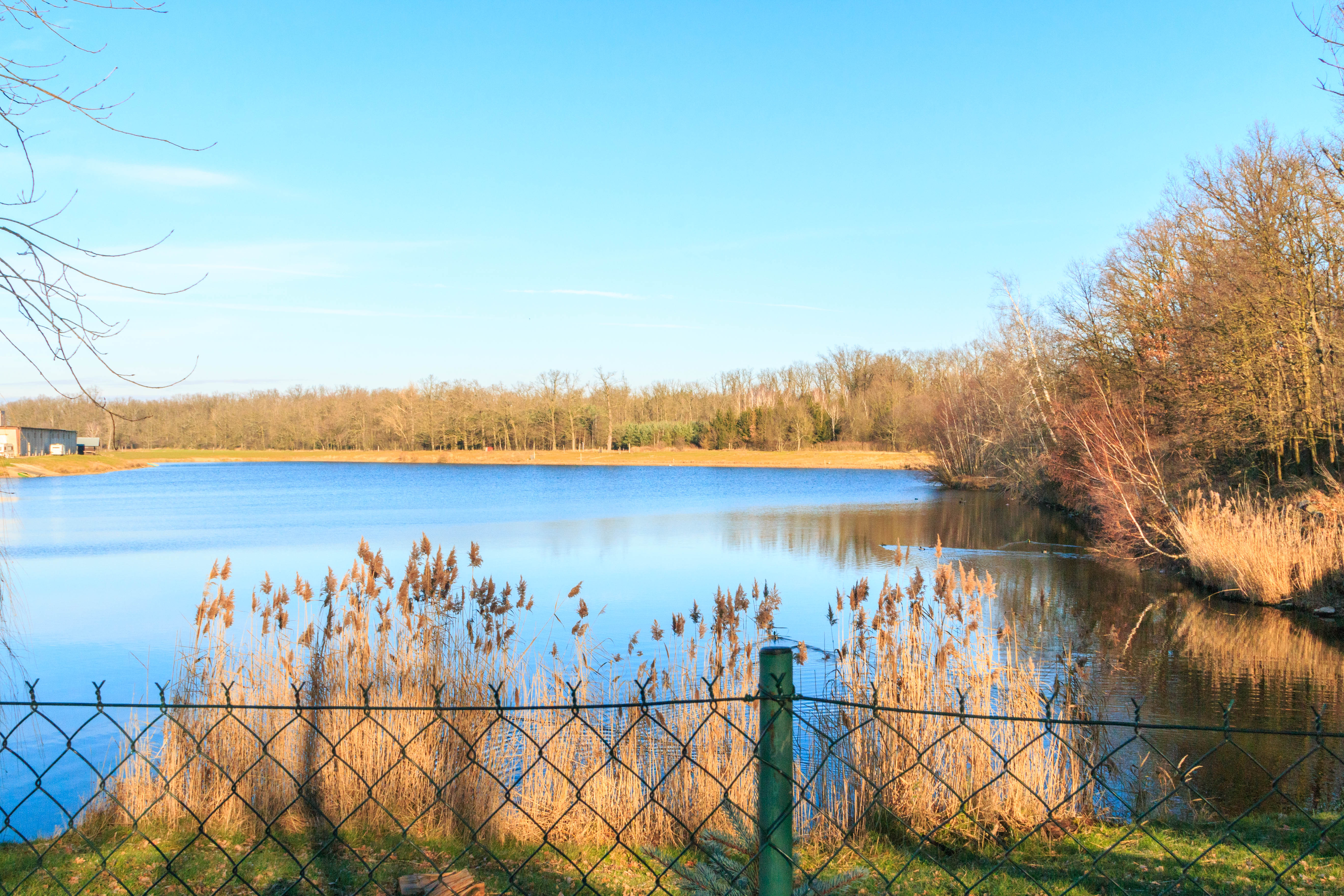
Písník Mácháč u Malé Čeperky
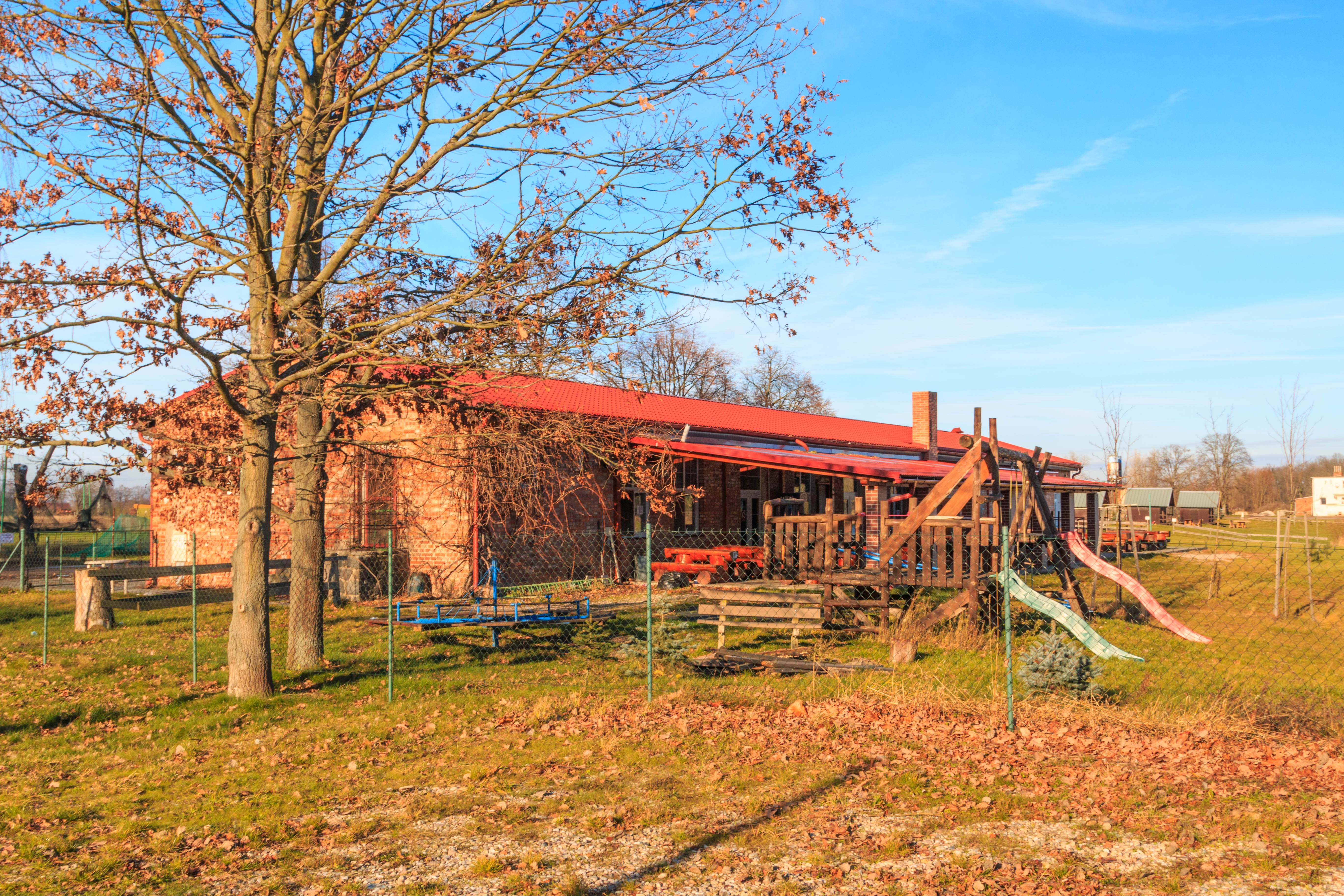
Písník Mácháč u Malé Čeperky
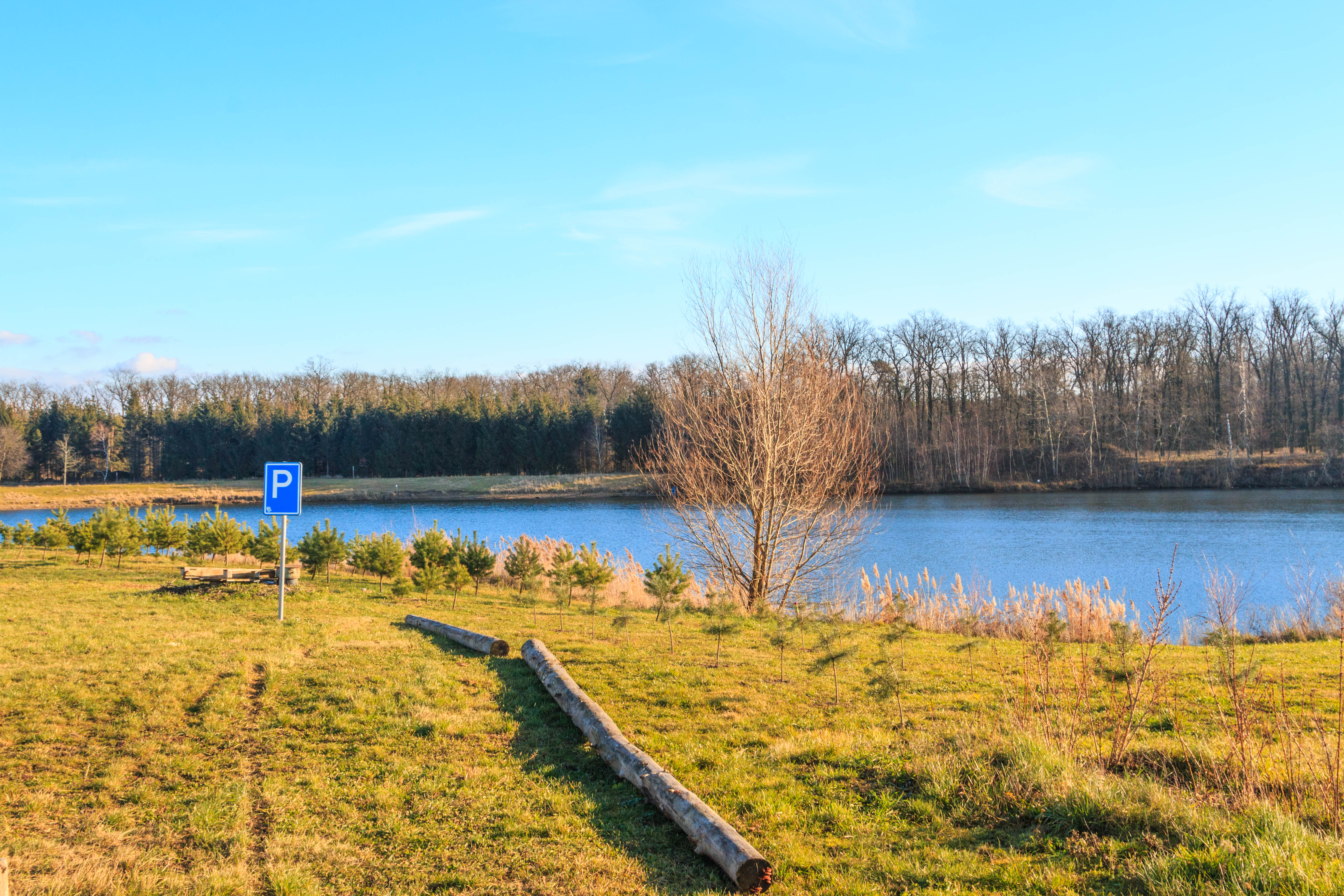
Písník Mácháč u Malé Čeperky